# Walter Seifert (SS-Mitglied)
Walter Fritz Karl Seifert (* 19. August 1895 in Breslau; † 17. April 1956 in Kassel) war ein deutscher SS-Führer.

## Leben und Tätigkeit

### Früher Werdegang
Seifert war der Sohn des Angestellten der Breslauer Universitätsdruckerei Max Seifert und seiner Frau Olga, geb. Lachmann. Er wuchs mit drei Schwestern in Breslau auf. Nach dem Besuch der Volksschule durchlief er vom 1. April 1909 bis 30. September 1912 eine kaufmännische Ausbildung bei einer Breslauer Firma. Anschließend war er bei derselben Firma als Kaufmannsgehilfe tätig. 1912 ging Seifert als Angestellter nach Leobschütz, wo er vom Oktober 1912 bis 31. August 1914 für eine Weingroßhandlung arbeitete.
Kurz nach dem Beginn des Ersten Weltkriegs meldete Seifert sich zum 6. Husarenregiment in Leobschütz, mit dem er bis Dezember 1917 an der Ostfront kämpfte. 1917 wechselte er zur Fliegertruppe, bei der er bis Ende 1918 als Jagdflieger eingesetzt wurde. Im Krieg wurde er u. a. mit dem Eisernen Kreuz 2. Klasse ausgezeichnet.
Nach dem Ende des Krieges arbeitete Seifert vom 1. März 1919 bis 15. Februar 1926 wieder als kaufmännischer Angestellter (zuletzt Prokurist) für die Weinfirma Josef Adler, für die er bereits bis 1914 gearbeitet hatte. 1926 machte er sich als Kaufmann selbständig. 1930 eröffnete er zusammen mit einem Freund die Weingroßhandlung Kinder und Seifert Likörfabrik und Weingroßhandlung in Leobschütz, die er bis 1945 führte.
Am 26. August 1928 erlitt Seifert bei einem Flugzeugabsturz – er stürzte mit einer Sportmaschine 20 Meter in die Tiefe – einen Schädelbruch.

### Laufbahn in der NSDAP und SS
Am 2. August 1930 trat Seifert der NSDAP bei (Mitgliedsnummer 480.343). Im November 1931 wurde er durch den Gutsbesitzer Udo von Woyrsch, den er aus dem Ersten Weltkrieg kannte (beide waren als Husaren in Russland eingesetzt worden), für die Schutzstaffel (SS), damals eine Art Polizeitruppe innerhalb der NSDAP, angeworben (SS-Nr. 29.981).
Im Auftrag von Woyrsch organisierte Seifert in der Folgezeit einen SS-Sturm in Leobschütz und baute dann den SS-Sturmbann II/45 auf. Offiziell beauftragt mit der Führung dieses Sturmbanns wurde er zum 27. August 1932. Bis 1934 wurde er nacheinander zum SS-Untersturmführer (Dezember 1932), SS-Obersturmführer (April 1934) und SS-Hauptsturmführer (Mai 1934).
Am 1. Juli 1934 organisierte Seifert im Rahmen der als Röhm-Putsch bekannt gewordenen politischen Säuberungsaktion der NS-Regierung die Exekution von zwei jugendlichen SA-Männern auf dem Hof des Gerichtsgefängnisses von Leobschütz durch Angehörige des ihm unterstellten SS-Sturmbannes. Hintergrund war, dass die beiden SA-Männer am Tag zuvor als Anführer einer SA-Trupps, der mit der Bewachung eines SA-Waffenlagers bei Leobschütz betraut gewesen war, einige Warnschüsse auf Angehörige der Landespolizei abgefeuert hatten. Diese hatten sich dem Waffenlager genähert, um es zu besetzen und die dort verwahrten Waffen zu beschlagnahmen. Obwohl hierbei niemand verletzt worden war, ordnete Göring an, den Führer des SA-Trupps und den Wachhabenden vom Dienst stellvertretend exekutieren zu lassen. Nachdem die Jugendlichen verhaftet worden waren, wurden die beiden zur Exekution bestimmten Männer ausgesondert und von einem SS-Peloton im Gerichtsgefängnishof erschossen. Der Zwischenfall wurde 1946 während der Nürnberger Prozesse kurz thematisiert. In den 1950er Jahren wurde ein Strafverfahren gegen Seifert wegen des Vorgangs eingeleitet.
Am 3. Juli 1934 wurde Seifert im Geheimen Staatspolizeiamt in Berlin von Heinrich Himmler wegen seiner Rolle während der Niederschlagung der „Röhm-Revolte“ belobigt und von ihm als Zeichen seiner Anerkennung der SS-Ehrendolch überreicht und zum SS-Sturmbannführer befördert. 1936 erhielt Seifert seine letzte Beförderung in der SS zum SS-Obersturmbannführer. Nachdem er den SS-Sturmbann II/45 im Jahr 1938 abgegeben hatte, wurde Seifert dann zur Stammabteilung Nippeln versetzt.
In den 1930er Jahren war er außerdem Beisitzer beim Kreisgericht in Leobschütz.

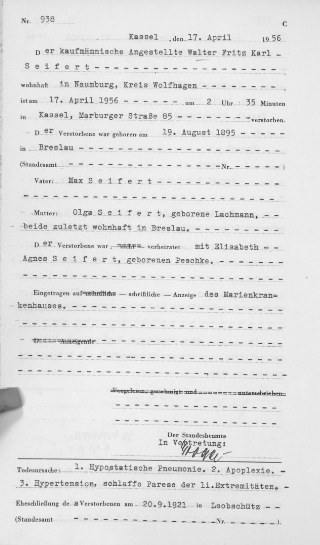
Sterbeurkunde von Walter Seifert aus dem Jahr 1956.

### Zweiter Weltkrieg und Nachkriegszeit
1940 wurde Seifert zur Luftwaffe eingezogen, in der er die Führung einer Nachschubkompanie und einer Fliegerhorstkompanie übernahm und im Westen sowie Osten eingesetzt wurde. Sein letzter Rang war der eines Oberleutnants der Reserve. Im Dezember 1944 wurde Seifert mit dem Rang eines Oberleutnants der Reserve in die Waffen-SS übernommen. Im Januar 1945 wurde er noch nach Spreehagen zum SS-Panzergrenadier-Ausbildungs- und Ersatz-Bataillon 1 einberufen.
1945 geriet Seifert in Schleswig in britische Kriegsgefangenschaft. Da er fürchtete, wegen seiner früheren SS-Zugehörigkeit und der Vorgänge vom 30. Juni 1934 verhaftet zu werden, flüchtete er in die Amerikanische Besatzungszone. Im Herbst 1945 ging Seifert nach Gifhorn; dort wurde er an eine englische Arbeitseinheit in Wolfsburg als Arbeiter vermittelt. Diese Tätigkeit übte er bis 1948 aus. Anschließend siedelte er nach Naumburg über. Dort wurde er 1950 Provisionsvertreter der Firma Hans Wuppermann in Traben-Trarbach, für die er bis 1956 als Weinreisender arbeitete. Im Jahr 1956 leitete die bundesdeutsche Justiz beim Landgericht in Kassel ein Verfahren gegen Seifert wegen NS-Verbrechen ein (Aktenzeichen 3 Js 84/56). Gegenstand des Verfahrens war die von ihm als Führer des SS-Sturmbanns in Leobschütz organisierte Erschießung zweier jugendlicher SA-Männer am 1. Juli 1934. Da Seifert noch vor der Eröffnung des bereits angesetzten Prozesses starb, wurde das Verfahren eingestellt.

## Familie
Am 21. September 1921 heiratete Seifert in Leobschütz Elisabeth Peschek. Aus der Ehe gingen vier Kinder hervor, von denen in den 1950er Jahren nur noch eine Tochter am Leben war. Ein Sohn von Seifert, der 1922 geboren worden war, starb 1936.

## Beförderungen
- 15. August 1932: SS-Scharführer
- 5. Oktober 1932: SS-Truppführer
- 24. Dezember 1932: SS-Untersturmführer
- 6. April 1934: SS-Obersturmführer
- 27. Mai 1934: SS-Hauptsturmführer
- 4. Juli 1934: SS-Sturmbannführer
- 30. Januar 1937: SS-Obersturmbannführer

## Archivarische Überlieferung
Im Bundesarchiv hat sich im Bestand des ehemaligen Berlin Document Center eine SS-Personalakte zu Seifert (SSO Mikrofilm 131-B, Bilder 800–849) sowie eine SS-Richter-Akte (OPG-Ri Mikrofilm 88).